# Szimonetta Planéta
Szimonetta Regina Planéta (* 12. Dezember 1993 in Kazincbarcika, Ungarn) ist eine ungarische Handballspielerin.

## Karriere
Planéta spielte ab 2008 beim ungarischen Verein Győri ETO KC. Mit Győri gewann die Rückraumspielerin 2010, 2011, 2012 und 2016 die ungarische Meisterschaft sowie 2010, 2011, 2012, 2015 und 2016 den ungarischen Pokal. Weiterhin stand sie in der Saison 2011/12 im Finale der EHF Champions League. Von 2012 bis 2014 lief sie auf Leihbasis für den Erstligisten Veszprém Barabás KC auf. In der Saison 2016/17 stand sie beim deutschen Bundesligisten Thüringer HC unter Vertrag. Anschließend wechselte sie zum französischen Erstligisten Chambray Touraine Handball. Ab der Saison 2021/22 stand sie beim ungarischen Erstligisten Debreceni Vasutas SC unter Vertrag. Im Sommer 2024 wechselte sie zum polnischen Erstligisten MKS Lublin.
Planéta gehört seit 2011 dem Kader der ungarischen Frauen-Nationalmannschaft an. Mit Ungarn nahm sie an der WM 2015 sowie an der EM 2018 teil.